# الأسرة المصرية الخامسة
الأسرة المصرية الخامسة حكم فراعنة الأسرة الخامسة ما يقرب من 150 عامًا، من أوائل القرن الخامس والعشرين قبل الميلاد حتى منتصف القرن الرابع والعشرين قبل الميلاد (من عام 2494 إلى عام 2345 قبل الميلاد).
غالبًا ما يتم دمج الأسرة الخامسة مع الأسر الثالثة والرابعة والسادسة تحت عنوان المملكة المصرية القديمة.

## ملوك الأسرة الخامسة
| الاسم          | اسم حورس (اسم التتويج) | صورة | فترة الحكم (تقريبي)   | الهرم                    | الملكة               |
| -------------- | ---------------------- | ---- | --------------------- | ------------------------ | -------------------- |
| أوسركاف        | Irimaat                |      | 7 سنوات               | هرم أوسركاف              | خنت كاوس \| نفر حتبس |
| ساحورع         | Nebkhau                |      | 13 سنة و 5 أشهر       | هرم ساحورع               | مريت نبتي            |
| نفر إر كارع    | Neferirkare            |      | 20 سنة                | هرم نفر إر كارع كاكاي    | خنتكاوس الثانية      |
| نفر ف رع       | Neferkhau              |      | 2-3 سنوات             | هرم نفر ف رع الغير مكتمل | خنتكاوس الثالثة      |
| شبسس كارع      | Shepseskare            |      | عدة أشهر              | من المحتمل في أبو صير    |                      |
| ني أوسر رع     | Nyuserre               |      | 24-35 سمة             | هرم ني أوسر رع           | ربتي نوب             |
| منكاو حور كايو | Menkauhor              |      | 8 أو 9 سنوات          | الهرم مقطوع الرأس        | مرس عنخ الرابعة      |
| جد كا رع       | Djedkare               |      | من 33 لأكثر من 44 عام | هرم جد كا رع             | ستبحور               |
| أوناس          | Wadjtawy               |      | من 15-30 عام          | هرم أوناس                | نبت \| خنوت          |

## أهرامات الاسرة الخامسة
توجد أهرامات وقبور معظم فراعنة الاسرة الخامسة في أبو صير (البدرشين) . من ضمنها هرم ساحورع وهرم ني أوسر رع، وكذلك معبد الشمس.

## من آثار الأسرة الخامسة
نعرف عن ملوك الأسرة الخامسة التي حكمت مصر من
2504 إلى 2347 قبل الميلاد الكثير بسبب الآثار البنائية وما عثرنا عليه من نصوص مكتوبة بإسهاب. تتسم حقبتها ببناء أهرامات أصغر من أهرامات الجيزة التي قامت ببنائها الأسرة الرابعة، وتوجد أهرامات الأسرة الخامسة ومنشآتها الأخرى وقبورهم في منطقة أبو صير[ ؟ ] ، كما قام أحد ملوكهم وهو نى أوسر رع ببناء معبدا للشمس شمالي أبي صير.
اضطر ملوك تلك الحقبة مقاسمة الحكم مع أمراء كثيرين ووجهاء الدولة، كما اتسعت إدارة الدولة ومن ينتمي إليها من العاملين. ومن هؤلاء عثرنا على نصوص ومخطوطات كثيرة تعطي فكرة عن طريقة معيشتهم ومعتقداتهم في ذلك الوقت.
نجد في هرم أوناس لأول مرة ما يسمى نصوص الأهرام، وهي تختص بالنصوص الدينية المتوارثة والتي تعتبر أول نصوص دينية في تاريخ البشرية. واستبدلت تلك النصوص بدلا من كتابتها على الجدران الداخلية للأهرام بنصوص مكتوبة على ورق البردي خلال حقبة الدولة المصرية الوسطى. تسمى تلك المخطوطات نصوص التوابيت، وتغيرت خلال الدولة الحديثة إلى عدة كتب منها كتاب الآخرة وكتاب جهنم وكتاب الأبواب، وغيرها. ووجدنا في قبور الكتاب والمهندسين والأطباء وكبار الموظفين الذين كانوا لا ينتمون إلى الأسرة المالكة، وجدنا كتاب الموتى.

## مقر الحكم والعلاقات الخارجية
اعتقد مانيتو المؤرخ الإغريقي أن حكام الاسرة الخامسة كانوا يحكمون البلاد من إلفنتين بصعيد مصر، إلا أن علماء الآثار عثروا على ما يشير إلى أن مركز حكمهم كان في ممفيس[ ؟ ].
وكما كان في الماضي نشطت البعثات إلى وادي المغارة في سيناء لاستخراج النحاس والفيروز، وكذلك استخراج الذهب من النوبة ومحاجر الجنيس عند أبو سمبل. كما نشطت البعثات إلى بلاد بنط في الجنوب للحصول على أحجار مالاكيت والمر وإلكتروم (سبيكة ذهب وفضة)، ونشطت التجارة والبعثات الدبلوماسية مع جبيل في لبنان ومع الفينقيين.
كما عثر على آثار في «دوراك» Dorak بالقرب من بحر مرمرة بالبحر الأبيض المتوسط تحمل أسماء لمولك الاسرة المصرية الخامسة مما يدل على التبادل التجاري مع تلك البلاد.

## الفرعون أوسركاف
لا يعرف تماما كيف أسس أوسركاف أسرته الحاكمة. توجد بردية وستكار المكتوبة في عهد الدولة الوسطى، وهي تحكي قصة عن الملك خوفو من الأسرة الرابعة، أن تنبأ له أحد أن امرأة كاهن رع لها ثلاثة أبناء سوف يقومون بالاستيلاء على عرشه وحرمان ورثه من العرش. وتستمر القصة بأن الملك خوفو حاول التخلص من هؤلاء الأبناء _ كان هؤلاء الأبناء هم أوسركاف وساحورع، ونفر اير كارع. ولكن علماء الآثار اليوم يعتقدون تلك القصة بأنها خرافة، وهم يغترفون بعدم معرفتهم بالضبط كيف انتقل الحكم من الأسرة الرابعة إلى الأسرة الخامسة.
خلال الأسرة الخامسة تغيرت الديانة المصرية القديمة تغييرا كبيرا. فخلال حكم تلك الأسرة كتبت نصوص الأهرام وما بها من وصف للطقوس الجنائزية لأول مرة. وعمل ذلك على تثبيت وشيوع عبادة رع. كما قام الفراعنة ابتداء من أوسركاف إلى «منكاوحور» ببناء معابد للإله رع بالقرب من أبو صير[ ؟ ]. كما تبوأت عبادة أوزوريس في أواخر تلك الأسرة أهمية كبيرة / وعلى الأخص في مخطوطات وجدت في هرم أوناس.

## جد كا رع
من الكتبة والموظفين الكبار في عهد الاسرة الخامسة ظهر بتاح حتب، الوزير لدى الملك جد كا رع الشهير بـ «أسيس»، واشتهر بالحكمة وتنسب إليه «وصايا بتاح حتب» التي كان ينقلونها الكتاب من بعده. لم يكن بتاح حتب من أفراد العائلة الملكية. وكانت قبور الموظفين الكبار تزين بنصوص مشابهة للنصوص المنقوشة في قبور الفراعنة (الملوك)، مع الاختلاف في استبدال الصلوات والترانيم بنقش تاريخ الحياة والمناصب التي اعتلاها صاحب المقبرة على جدرانها.
كان الواحد منهم يذكر اسم أبيه وأمه، ويفتخر بالوظائف التي قام بها ويبدؤها بأنه كان كاتبا، ثم يذكر بعد ذلك وظائفه التي اعتلاها إن كان رئيسا للبلاط الملكي أو طبيبا أو مهندسا، ثم يذكر القرابين التي يفتخر بأن الملك قد تبرع بها على روحه، حتى ينال رضاء الآلهة. جزء من تلك القرابين كانت توضع في مقبرته.

## معرض صور

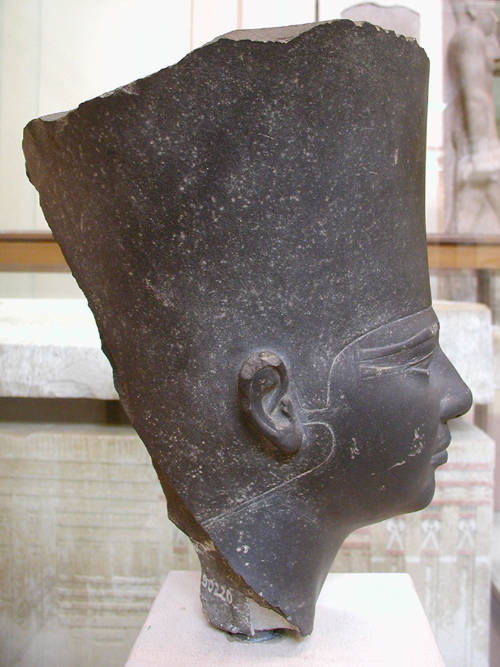
قطعة من الحجر تصور الملك أوسركاف
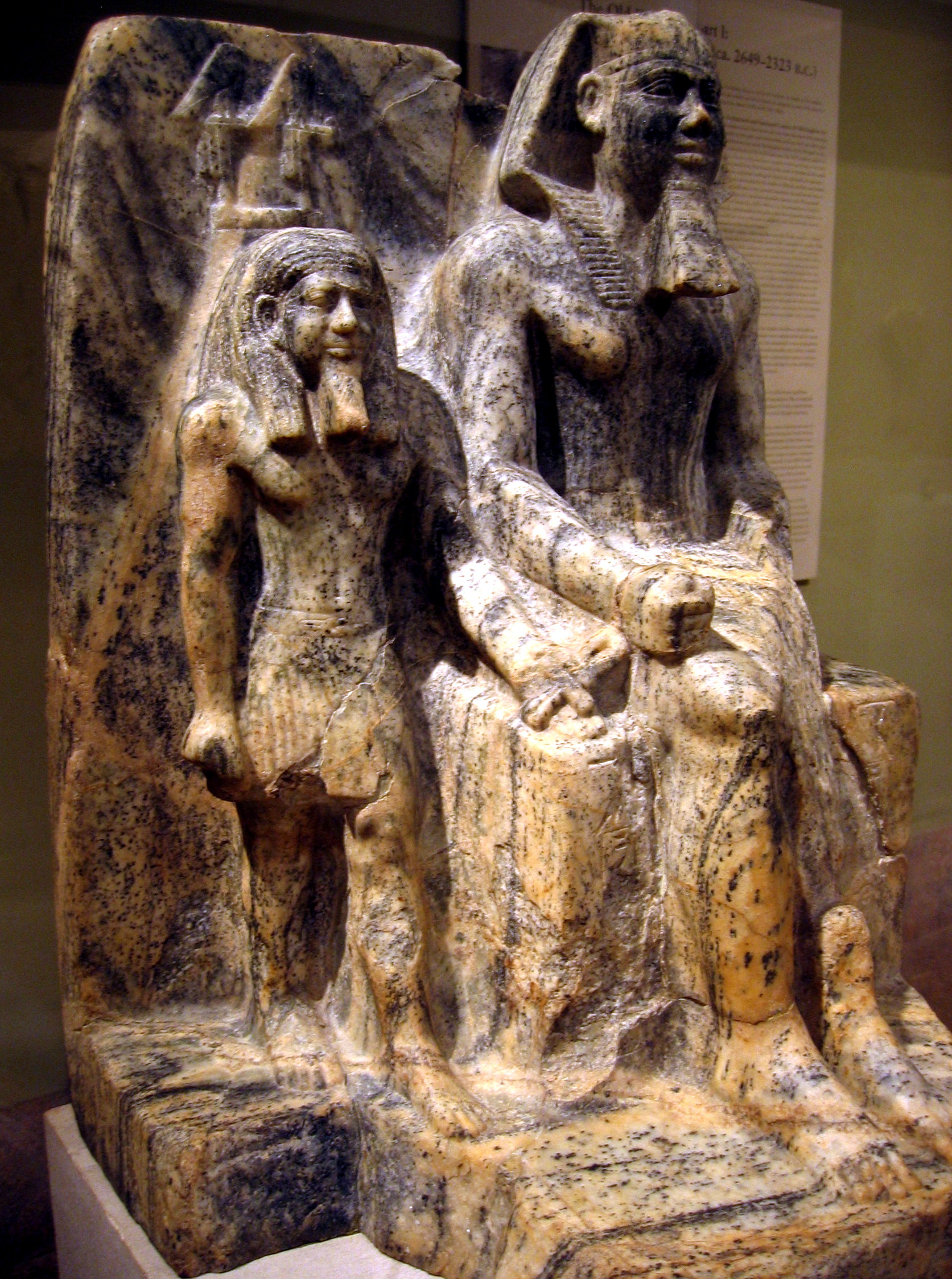
تمثال يظهر الإله (الأصغر) يعطي الفرعون ساحورع الحق في حكم مصر العليا والسفلى. متحف متروبوليتان للفنون ، نيويورك.
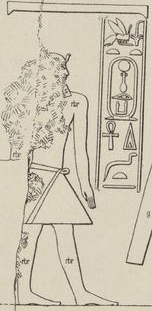
تصوير للملك نفر إر كارع كاكاي من الأسرة الخامسة
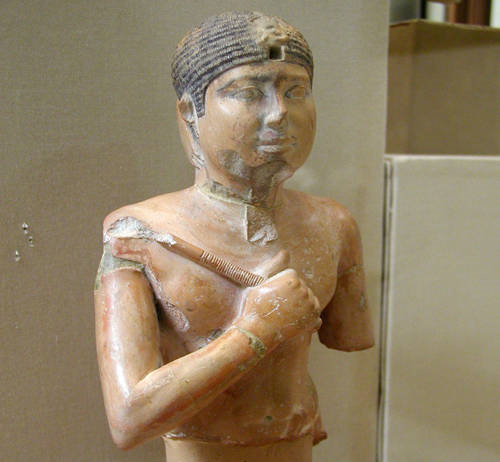
تمثال للملك نفر ف رع. متحف القاهرة
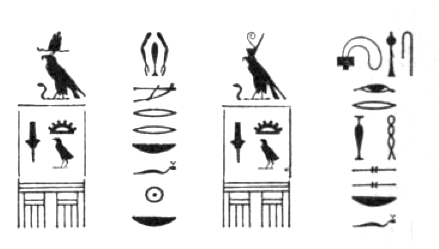
رسومات ورموز تمثل الملك شبسس كارع
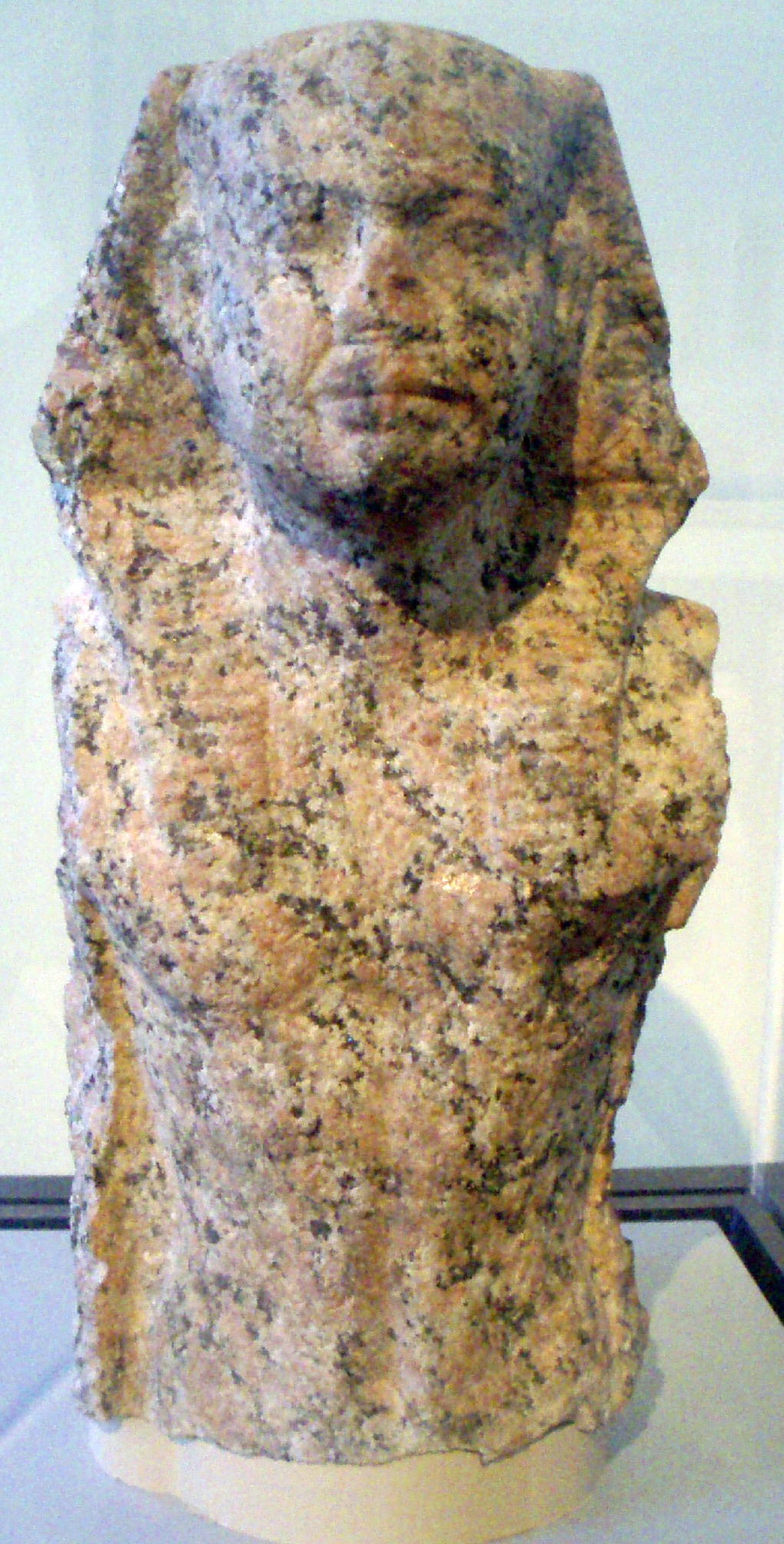
تمثال يُعتقد أنه للملك ني أوسر رع .حوالي 2455-2425 قبل الميلاد
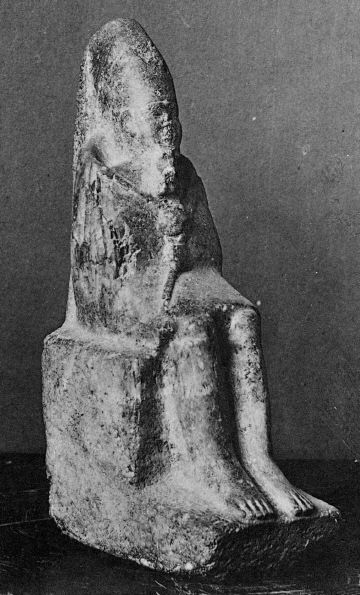
تمثال للملك منكاو حور كايو . المتحف المصري ، القاهرة
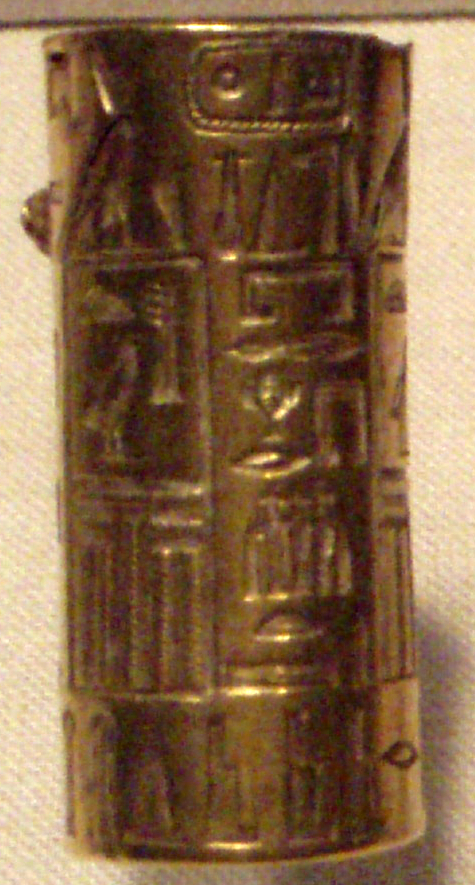
ختم أسطواني ذهبي يحمل أسماء وألقاب الفرعون جد كا رع. متحف الفنون الجميلة ، بوسطن.
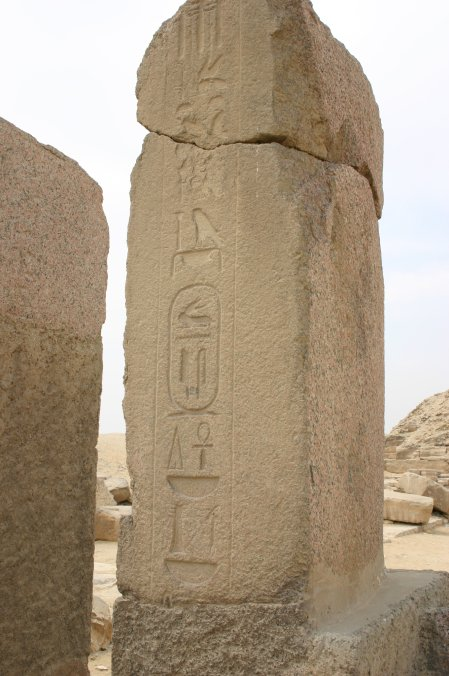
عمود حجري يظهر عليه اسم الفرعون أوناس

## أقرأ أيضا
- ني أوسر رع
- معبد الشمس ني-أوسر-رع
- بتاح حتب